# Ninon de Lenclos
Anne "Ninón" de l'Enclos, también conocida como Ninon de Lenclos o Ninon de Lanclos  (París, 10 de noviembre de 1620 - ibíd. 17 de octubre de 1705) fue una escritora y aristócrata francesa, cortesana y salonnière, mecenas de las artes francesas. Seguidora del epicureísmo encarnó el libertinismo tanto en la teoría como en la práctica siendo considerada una de las personalidades más singulares del siglo XVII en Francia por sus actitudes liberales y hedonistas. Impulsó un concurrido salón literario en Marais compartiendo tertulia con los dramaturgos Molière, a quien apoyó, o Racine. También animó a la lectura a un joven Voltaire, hijo de su contable a quien dejó una importante cantidad de dinero, dos mil francos, "para comprar libros". Lenclos defendía una vida dedicada a la búsqueda del placer refinado sin la restricciones religiosas convencionales.

## Biografía
Bautizada en París el 10 de noviembre de 1620,  hija de Henri de Lanclos duque de Turena, un gentilhombre, libertino neoepicúreo. Recibió el apodo de "Ninon" de su padre. A diferencia de su padre, su madre, Marie-Barbe de la Marche, era una devota católica que tenía como objetivo educar a su hija en los estrictos estándares morales de la contrarreforma católica. Fue su padre quien la introdujo en una visión del mundo más escéptico y en un código de ética libertino y Ninon desde muy joven se situó en esta perspectiva.
Pronto se reveló una niña prodigio tocando el laúd y el clavecín, citando a los grandes clásicos y dominando además del francés natal, el español y el italiano. Fue lectora voraz y tenía entre sus filósofos favoritos a Michel de Montaigne, su filósofo favorito, a quien releyó durante toda su vida. 
Ya en su adolescencia, Lenclos comenzó su carrera como una de las cortesanas más célebres de París, y fue a lo largo de su vida amante de numerosos hombres prominentes, entre ellos Luis II de Borbón-Condé; François-Jacques d'Amboise, conde de Aubijoux, François, duque de la Rochefoucauld, el mariscal d'Estrées, el astrónomo Christiaan Huygens. Se dice que el autor Horace Walpole nacido años más tarde del fallecimiento de Ninon le pondría el sobrenombre de «Notre Dame des Amours». Clasificó a sus amantes en “pagadores”, “mártires” (pretendientes desesperados) y favoritos o "caprichos” (funcionarios electos del momento). Entre sus amantes del clero incluía al abad de Chateauneuf, padrino de Voltaire, y al abad Gédoyn. El cardenal Richelieu fue uno de sus peticionarios rechazados.
En 1656 la reina Ana de Austria situó a Lenclos bajo arresto en el convento de las Madelonnettes pero pronto fue liberada gracias a la mediación de la reina Cristina de Suecia, que viajó a París ese mismo año y el único encuentro privado acordado fue a Ninon de Lenclos, de la que tenía una buena opinión.
En 1667 abrió un salón y adquirió la respetabilidad cuando fue admitida una década después en el salón de Marguerite de la Sablière en 1677. Gran amante de la sabiduría, Luis XIV se preocupaba a menudo, a través de un intermediario, de la opinión de Ninon. El día de su 77 cumpleaños, Ninon tuvo una aventura con el abad de Châteauneuf. En el mismo periodo tenía otra relación con el canónigo Nicolas Gédoyn. Unos meses antes de su muerte, con casi 85 años, se presentó a sí misma al joven Voltaire que entonces tenía unos 11 años y era alumno del colegio jesuita Louis-le-Grand de París. En su testamento, le legó 2.000 libras tournois (el equivalente a 7.800 € en 2008) para que pudiera comprar libros (a principios del siglo XVIII, un simple jornalero ganaba menos de 300 libras al año).
Próxima a Molière, corrigió a petición del autor la primera versión del Tartufo. 
Immanuel Kant criticó a Lenclos por su profesión de cortesana y da el ejemplo del sexismo de la época de Ilustración que considera la castidad y la pureza cómo lo primordial en la mujer: "La señorita Ninon Lencloss no tenía pretensión alguna al honor de la honestidad, y, sin embargo, hubiese sido cruelmente ofendida si uno de sus amantes hubiera ido tan lejos en sus reproches."

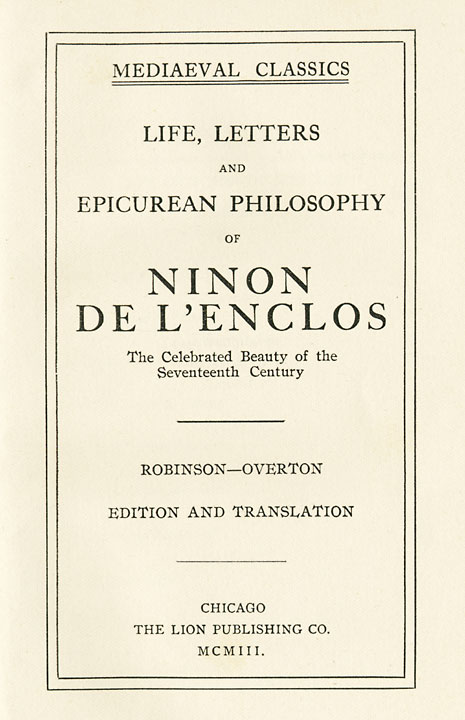

### Descendencia
Ninon de Lenclos tuvo varios hijos, uno de ellos fue el caballero Louis de la Boissière, oficial de marina, con Louis de Mornay, marqués de Villarceaux, próximo al rey Luis XIV, con quien vivió durante tres años en sus dominios de Villarceaux, en Chaussy del Valle del Oise.

## Su salón
A partir de 1667 abrió un salón en el número 36 de la calle Tournelles en el Hotel de Sagonne de París. Sus célebres «cinco a nueve» de cada día. Ninon de Lenclos es el símbolo de la aristocracia cultivada y resplandeciente, reina de los salones parisinos, mujer de espíritu independiente y de corazón representativa de la libertad de las costumbres de los siglos XVII y XVIII franceses. 
Entre sus invitados estaban el cartesiano Fontenelle; François de la Rochefoucauld; un grupo de autores neoepicúreos entre ellos Charles de Saint-Évremond; Antoine Gombaud, caballero de Méré; y Damien Mitton. El escepticismo religioso del grupo impregnaba la atmósfera libertina del salón.  
Entre las figuras literarias destacadas estaban el aforista François de la Rochefoucauld; el fabulista Jean de La Fontaine; el memorialista Louis de Rouvroy, duque de Saint-Simon; el cronista Roger de Rabutin, conde de Bussy; el poeta Jean Chapelle; el dramaturgo Jean Racine y su amante Marie Desmares, y el crítico literario Nicolás Boileau. 
También lo frecuentaban otros artistas como el pintor Nicolás Mignard al que Ninon sirvió de modelo y al compositor musical Jean-Baptiste Lully. Uno de los miembros centrales del salón era Henri de Sévigné. la correspondencia entre el marqués de Sévigné y Lenclos sobreviviría como la principal pieza de reflexión filosófica de Lenclos. Otros nombres fueron  Paul Scarron; Jean-Baptiste Lully; Philippe d'Orléans, futuro regente de Francia; Antoine Godeau; Louis de Rouvroy, duque de Saint-Simon, memorialista; Roger de Rabutin, conde de Bussy; Jules de Clérambault; Damien Mitton; el abad François de Châteauneuf; Huygens; François Le Métel de Boisrobert; Charles Perrault; el poeta Chapelle; Jean Ogier de Gombauld; el abad de Pons; Louis de Mornay, marqués de Villarceaux; César Phœbus d'Albret; Jean Hérault de Gourville; el pintor Nicolás Mignard; Charleval, hijo de Madame de Longueville; François III Dusson, señor de Bonrepaus y comisario de la Marina; Nicolás Boileau, conocido como «Boileau Despréaux»; Condé; Henri de Sévigné, marido de Madame de Sévigné, y después su hijo Charles de Sévigné, Louis de Lesclache. 
Pero también fue frecuentado por mujeres: Catherine de Vivonne; Marguerite de la Sablière; Madame de Galins; Élisabeth-Charlotte de Bavière, princesa Palatine; Henriette de Coligny, condesa de la Suze; Marie Desmares, conocida como la Champmeslé, actriz reputada y amante de Jean Racine; Anne-Marie de Cornuel, además de su amiga Françoise d'Aubigné, futura señora de  Maintenon y esposa morganática de Luis XIV. También Lady Elizabeth Montagu (1674-1757), condesa de Sandwich.
Murió en París el 17 de octubre de 1705 a los 84 años.

## Obra
La principal obra filosófica de Lenclos se encuentra en su correspondencia. En 1750, Crébillon hijo publicó una colección póstuma de la correspondencia de Lenclos con el marqués de Sévigné. En las cartas, Lenclos detalla su filosofía del amor y la metafísica y ética naturalista que la sustenta. Lenclos mantuvo una correspondencia posterior (1697-1702) con Saint-Évremond, un amigo neoepicúreo, discípulo de Gassendi. Publicadas por primera vez en 1752, estas cartas expresan sus puntos de vista sobre el envejecimiento y la muerte. 
En Lettres de Ninon de L’Enclos au marquis de Sévigné (Cartas al marqués de Sévigné) escribe:

Me preguntáis, marqués, si cuando una mujer os concede el último favor os da con ello una prueba irrefutable de su amor. Sí y no... Las razones para ceder estos últimos beneficios son infinitas. A una la decide la curiosidad; otra, poco aventajada en lo que a belleza se refiere, deseará afianzar al amante con el aliciente del placer; aquélla se convencerá de que necesita conquistar a un hombre con el único fin de engrosar su vanidad; otras cederán a la compasión, a las circunstancias o a la oportunidad, o simplemente al placer... ¡Qué sé yo...! El corazón es caprichoso y las razones que le deciden tan singulares y variadas que es imposible descubrir qué resortes lo manejan".

También se atribuye a Lenclos el panfleto La coquette vengée (La coqueta vengada) (1659), en el que se defiende la posibilidad de una vida virtuosa independiente de toda influencia religiosa formal. Eruditos literarios contemporáneos dudan de que la autoría sea de Lenclos, aunque expresan la filosofía moral de Lenclos y su círculo íntimo del salón.
En otra carta, esta vez al desterrado libertino Charles de Saint-Évremond, medita sobre el destino del ser humano en el tiempo:

Merecemos los elogios de la posteridad por la duración de nuestra vida y por la de la amistad. A veces me siento cansada de hacer siempre lo mismo y elogio al suizo que se arrojó al río por esta razón. Mis amigos me reprenden a menudo por esta causa y me aseguran que la vida es buena mientras se está tranquilo y el juicio es sano. El vigor del cuerpo da otros pensamientos; preferiría su vigor al de la mente, pero todo es inútil, porque no está en nuestras manos el cambiar nada.

## Pensamiento

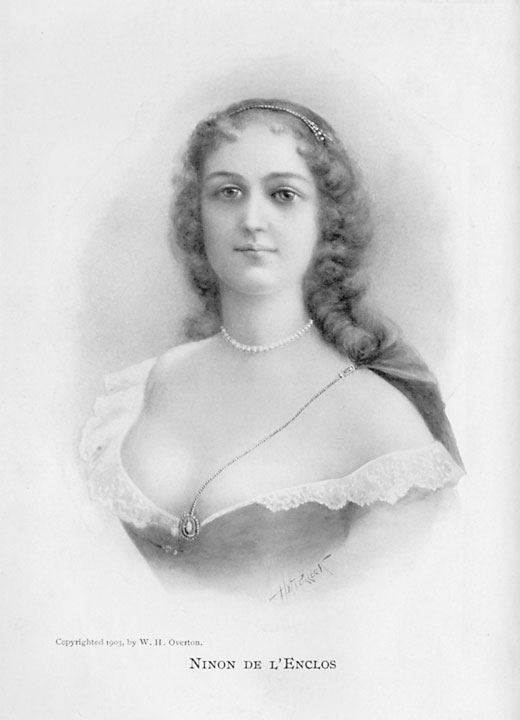
Ninon de l'Enclos

Como notoria cortesana, Lenclos escandalizó a Francia por sus numerosos asuntos con destacados estadistas y eclesiásticos. Lenclos contribuyó al resurgir epicúreo del Renacimiento francés. Por otro lado, en su insistencia en la igualdad de derechos de mujeres y hombres en la búsqueda del placer, Lenclos desarrolló una versión de género del epicureísmo que desafió la subordinación de las mujeres a los hombres en su sociedad.
Como filósofa, justificó la licencia sexual con sus teorías naturalistas de la naturaleza humana y la moral. Desde la perspectiva de Lenclos, la persona humana es evidentemente parte de la naturaleza material. Considera que las experiencias humanas supuestamente espirituales, el amor en particular, son solo una variación sofisticada de los instintos animales. En lugar de ser una búsqueda de la virtud espiritualizada, la conducta moral humana es el esfuerzo por expandir el placer y eliminar el dolor. Dentro de la jerarquía de los placeres, el amor romántico constituye el pináculo.  
Lenclos condena la ética ascética del cristianismo monástico y del platonismo porque ha exaltado un amor espiritualizado que es ilusorio e imposible de practicar. En su teoría mecanicista del mundo, la causalidad material es responsable de muchas de las actividades intelectuales y volitivas que otros filósofos atribuyen erróneamente a un alma inmaterial.